# Isabelle Fuhrman
Isabelle Grace Fuhrman (Washington, DC, 25 de fevereiro  de 1997) é uma atriz e dubladora estadunidense.
Tornou-se conhecida como a estrela do filme Orphan, no papel da personagem Esther, e por interpretar Clove, na adaptação cinematográfica de The Hunger Games.
Isabelle Fuhrman nasceu em Washington, mas cresceu em Atlanta, Geórgia; sua mãe, Elinak Fuhrman, é uma jornalista premiada e seu pai, Nick Fuhrman, foi presidente do Partido Republicano no Condado de Dane, Wisconsin. Sua irmã mais velha, Madeline Fuhrman, é cantora. Atualmente, Isabelle mora com a família em Los Angeles. A atriz também interpretou Gretchen Dennis na série Ghost Whisperer no episódio Pieces of You. 

## Biografia
Isabelle Fuhrman estreou na TV aos 7 anos de idade no Cartoon Network em 2004. Logo depois, em 2006, participou do episódio piloto da série de televisão Justice como a Grace O'Neil.
Estrelou o filme A Órfã em 2009 como a vilã Esther, uma misteriosa garota adotada por uma típica família americana que acabara de perder uma filha recém-nascida. Atuou ao lado de Peter Sarsgaard e Vera Farmiga.
Seus outros trabalhos incluem "Gafanhoto" no filme Hounddog, de 2007, no papel de Gretchen Dennis ao lado de Jennifer Love Hewitt na série de TV Ghost Whisperer e uma série de comerciais nacionais para a Pizza Hut e K-Mart. Seu desempenho como Gretchen Dennis em Ghost Whisperer lhe rendeu um Young Artist Award.
Isabelle também apareceu na comédia de esquetes no programa The Tonight Show with Jay Leno. A atriz também é conhecida por ter feito as vozes de alguns dos personagens do Cartoon Network. Ela dublou o filme Around The World In 50 Years 3D fazendo a voz da personagem Hatchling Shelley. No Brasil, Around The World In 50 Years 3D foi renomeado para As Aventuras de Sammy: A Passagem Secreta 3D (Sammy's Adventures: The Secret Passage 3D).
Isabelle é muito conhecida por trabalhar em produções de terror e suspense como Orphan e Children of the Corn. A jovem atriz também trabalhou em Jogos Vorazes interpretando a personagem Clove, do Distrito 2.
Outros projetos também incluem a série The Whole Truth em um episódio como Lyric Byrne; Salvation Boulevard como Angie Vandermeer; Sammy 2: A Grande Fuga dublando Shelly; o jogo de videogame Hitman: Absolution, dublando a personagem Victoria; o filme The Between como Michelle, ao lado de Joel Courtney.
Seus próximos projetos, que estão em pós-produção são The Wilderness of James, como Val e Dear Eleanor, produzido por Leonardo di Caprio e estrelado também por Jessica Alba, Liana Liberato e Joel Courtney, como Max.
Também fez uma breve participação no filme Depois da Terra, ao lado de Will Smith e seu filho, Jaden Smith.
Isabelle foi a garota propaganda da Kipling USA na coleção Back to School.

## Filmografia

### Cinema
| Ano  | Filme                                     | Papel                           | Notas                                             |
| ---- | ----------------------------------------- | ------------------------------- | ------------------------------------------------- |
| 2006 | Justice                                   | Grace O'Neil                    | Série de televisão; Episódio: "Piloto"            |
| 2007 | Hounddog                                  | Gafanhoto                       | Filme                                             |
| 2008 | Ghost Whisperer                           | Gretchen Dennis                 | Série de televisão; Episódio: "Um Pedaço de Você" |
| 2009 | Orphan                                    | Esther Coleman (Leena Klammer)  | Filme; Papel de estreia                           |
| 2009 | Children of the Corn                      | Vozes adicionais                | Filme                                             |
| 2010 | As Aventuras de Sammy: A Passagem Secreta | Hatchling Shelly (voz)          | Animação                                          |
| 2011 | Pleading Guilty                           | Carrie                          | Filme                                             |
| 2011 | Salvation Boulevard                       | Angie Vandermeer                | Filme                                             |
| 2012 | The Hunger Games                          | Clove (Distrito 2)              | Filme                                             |
| 2012 | The Between                               | Michelle                        | Filme                                             |
| 2012 | Sammy 2: A Grande Fuga                    | Shelly (voz)                    | Animação                                          |
| 2013 | Depois da Terra                           | Rayna                           | Filme                                             |
| 2013 | The Wilderness of James                   | Val                             | Filme                                             |
| 2014 | Dear Eleanor                              | Max                             | Filme                                             |
| 2016 | Cell                                      | Alice Maxwell                   | Filme                                             |
| 2021 | Escape Room 2: Tournament of Champions    | Claire                          | Filme                                             |
| 2022 | Orphan: First Kill                        | Esther Albright (Leena Klammer) | Filme                                             |

## Prêmios
Indicada ao Young Artist Award 2009 na categoria "Melhor Performance de Atriz Jovem em Série de TV", pela série Ghost Whisperer.